# 黃君慧
黃君慧（英語：Vani Wong，1971年8月5日—），藝名為雲妮，暱稱雲妮姐姐，香港商業電台叱咤903節目主持及叱咤903音樂總監。現時於叱咤903主持《雲妮鍾情》及《國語類》。
2016年，雲妮與其姊在中環開設岩盤浴的養生小店。

## 電台節目

### 播放中
- 《雲妮鍾情》
  - 2019年7月26日起，逢星期一至星期五 07:00 - 08:00 播放。

- 《國語類》
  - 2019年7月26日起，逢星期日 08:00 - 10:00 播放。

### 曾主持節目
- 《叱咤新大陸》（1993年6月1日入職後主持首個節目，1996年節目結束後直至今日，唯一一位仍然留守903的前主持）
- 《國語類動物》
- 《樂人谷》
- 《搜尋音樂》
- 《903專業推介》（逢星期六上午11時至下午1時）

## 歌曲
《一人有一個理想》與黎瑞恩、羅敏莊、杜雯惠

## 軼事
- 2018年曾確診患上第三期癌症，3月2日主持《雲妮鍾情》後長期休假（期間由梁文禮主持節目《禮爺駕到》暫代），康復後於9月12日重返電台主持《雲妮鍾情》；當日亦為已故歌手張國榮之生忌，故一如既往只播其歌曲。[2]
- 2018年8月5日生日當天，驚聞歌手好友盧凱彤意外離世，她透過短訊向記者表示︰「完全沒辦法接受，昨天我過了一個最傷心的生日！」

## 外部連結
- 881903.com 的主持簡介 （页面存档备份，存于）
- 黃君慧的Facebook專頁
- 黃君慧的Instagram帳戶
- 雲妮鍾情 節目重溫[]